# Curuçá (kommun)
Curuçá är en kommun i Brasilien.   Den ligger i delstaten Pará, i den nordöstra delen av landet, 1 700 km norr om huvudstaden Brasília. Antalet invånare är 34 490.
Följande samhällen finns i Curuçá:
- Curuçá

Omgivningarna runt Curuçá är en mosaik av jordbruksmark och naturlig växtlighet. Runt Curuçá är det ganska tätbefolkat, med 70 invånare per kvadratkilometer.